# Saint-Lambert (Yvelines)
Saint-Lambert is een gemeente in het Franse departement Yvelines (regio Île-de-France) en telt 377 inwoners (2004). De plaats maakt deel uit van het arrondissement Rambouillet.

## Geografie
De oppervlakte van Saint-Lambert bedraagt 6,6 km², de bevolkingsdichtheid is 57,1 inwoners per km².
De onderstaande kaart toont de ligging van Saint-Lambert (Yvelines) met de belangrijkste infrastructuur en aangrenzende gemeenten.

## Demografie
Onderstaande figuur toont het verloop van het inwonertal (bron: INSEE-tellingen).